# Embleton Tower
Embleton Tower er et peel tower i landsbyen Embleton i Northumberland, England.
Ifølge traditionen stammer tårnet fra 1395, hvor det blev opført til at beskytt Embletons kirke, Church of the Holy Trinity, efter landsbyen var blev plyndret af skottere.
Den nuværende bygning inkluderer et hus, der blev opført omkring 1828.
Det er en listed building af første grad.